# Tweede Kamerverkiezingen in het kiesdistrict Deventer (1848-1864)
Tweede Kamerverkiezingen in het kiesdistrict Deventer (1848-1864) geeft een overzicht van verkiezingen voor de Nederlandse Tweede Kamer in het kiesdistrict Deventer in de periode 1848-1864.
Het kiesdistrict Deventer werd ingesteld na de grondwetsherziening van 1848. Tot het kiesdistrict behoorden de volgende gemeenten: Bathmen, Deventer, Diepenveen, Heino, Hellendoorn, Holten, Olst, Raalte en Wijhe.
In 1850 werd de indeling van het kiesdistrict gewijzigd. De gemeenten Heino, Hellendoorn, Olst, Raalte en Wijhe werden toegevoegd aan het kiesdistrict Zwolle. Tevens werden gedeelten van het opgeheven kiesdistrict Enschede (de gemeente Markelo) en van het kiesdistrict Zutphen (de gemeenten Epe, Gorssel en Voorst) toegevoegd aan het kiesdistrict Deventer.
Het kiesdistrict Deventer vaardigde in dit tijdvak per zittingsperiode één lid af naar de Tweede Kamer. 
Legenda
- cursief: in de eerste verkiezingsronde geëindigd op de eerste of tweede plaats, en geplaatst voor de tweede ronde;
- vet: gekozen als lid van de Tweede Kamer.

## 30 november 1848
De verkiezingen werden gehouden na ontbinding van de Tweede Kamer, na inwerkingtreding van de herziene grondwet.
|                              | 30 november |
| ---------------------------- | ----------- |
| Kiesgerechtigden             | 849         |
| Opkomst                      | 741         |
| Geldige stemmen              | 740         |
| Blanco stemmen               | 1           |
| Kandidaten                   |             |
| C.M. Storm van 's Gravesande | 397         |
| J.R. Thorbecke               | 218         |
| A.J. Duymaer van Twist       | 112         |

## 27 augustus 1850
De verkiezingen werden gehouden na ontbinding van de Tweede Kamer, na inwerkingtreding van de Kieswet.
|                              | 27 augustus |
| ---------------------------- | ----------- |
| Kiesgerechtigden             | 1.019       |
| Opkomst                      | 880         |
| Geldige stemmen              | 871         |
| Blanco stemmen               | 4           |
| Kandidaten                   |             |
| C.M. Storm van 's Gravesande | 679         |
| J.R. Thorbecke               | 218         |
| A.J. Duymaer van Twist       | 183         |

## 17 mei 1853
De verkiezingen werden gehouden na ontbinding van de Tweede Kamer.
|                                   | 17 mei | 31 mei |
| --------------------------------- | ------ | ------ |
| Kiesgerechtigden                  | 1.362  | 1.362  |
| Opkomst                           | 1.003  | 1.067  |
| Geldige stemmen                   | 986    | 1.061  |
| Blanco stemmen                    | 3      | 3      |
| Kandidaten                        |        |        |
| C.M. Storm van 's Gravesande      | 420    | 542    |
| J.R. Thorbecke                    | 431    | 519    |
| W.A. Schimmelpenninck van der Oye | 114    |        |

## 10 juni 1856
De verkiezingen werden gehouden vanwege de afloop van de zittingstermijn van het gekozen lid. 
|                              | 10 juni |
| ---------------------------- | ------- |
| Kiesgerechtigden             | 1.392   |
| Opkomst                      | 1.101   |
| Geldige stemmen              | 1.075   |
| Blanco stemmen               | 5       |
| Kandidaten                   |         |
| J.R. Thorbecke               | 553     |
| C.M. Storm van 's Gravesande | 502     |

## 12 juni 1860
De verkiezingen werden gehouden vanwege de afloop van de zittingstermijn van het gekozen lid. 
|                  | 12 juni |
| ---------------- | ------- |
| Kiesgerechtigden | 1.405   |
| Opkomst          | 521     |
| Geldige stemmen  | 477     |
| Blanco stemmen   | 37      |
| Kandidaten       |         |
| J.R. Thorbecke   | 403     |
| H. van Loghem    | 56      |

## 25 februari 1862
Johan Rudolph Thorbecke, gekozen bij de verkiezingen van 12 juni 1860, trad op 31 januari 1862 af vanwege zijn toetreding tot het na een kabinetscrisis geformeerde kabinet-Thorbecke II. Om in de ontstane vacature te voorzien werd een tussentijdse verkiezing gehouden.
|                  | 25 februari |
| ---------------- | ----------- |
| Kiesgerechtigden | 1.467       |
| Opkomst          | 577         |
| Geldige stemmen  | 569         |
| Blanco stemmen   | 6           |
| Kandidaten       |             |
| G. Dumbar        | 537         |

## Voortzetting
In 1864 werd het kiesdistrict Deventer omgezet in een meervoudig kiesdistrict, waaraan gedeelten van de kiesdistricten Almelo (de gemeenten Goor en Rijssen), Arnhem (de gemeente Apeldoorn) en Zwolle (de gemeenten Hellendoorn, Olst, Raalte en Wijhe),  toegevoegd werden.